# محل تجمع

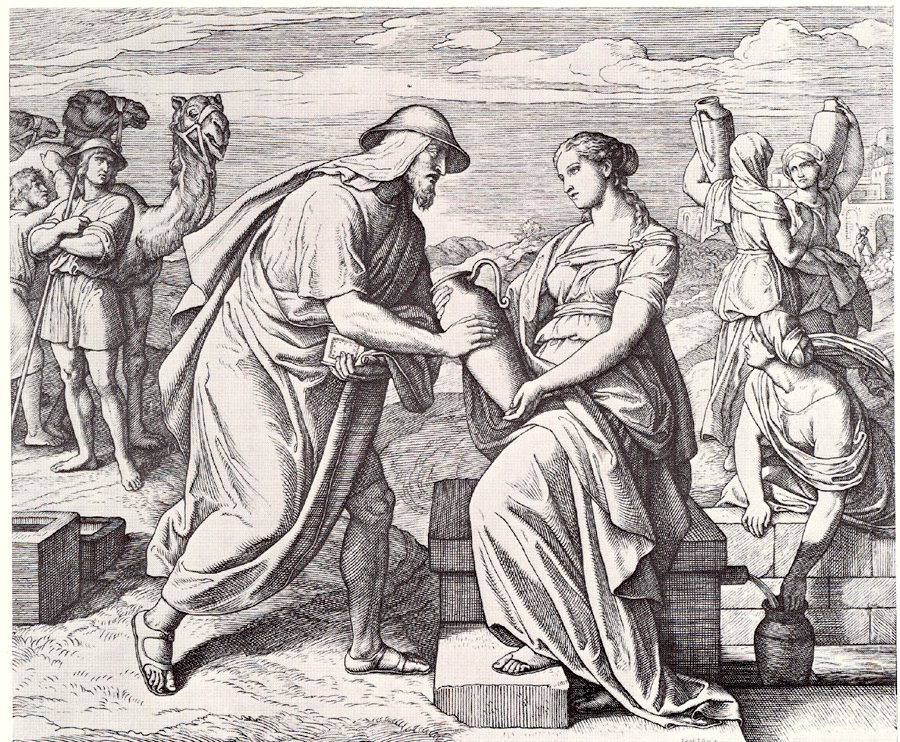
ربکا بر سر چاه، حکاکی روی چوب سال ۱۸۶۰ میلادی.

محل تجمع (انگلیسی: Gathering place) اشاره به هر فضایی دارد که مردم بتوانند در آن کنار یکدیگر جمع شوند. محل تجمع می‌تواند شامل فضاهای عمومی مانند خیابان‌ها، میدان‌ها و پارک‌ها باشد یا آنکه فضاهای خصوصی مانند کافی‌شاپ‌ها،‌ استادیوم‌ها و سینماها باشد.
از نمونه‌های تاریخی محل‌های تجمع می‌توان به این موارد اشاره کرد: آگورا در یونان باستان، پارک مرکزی نیویورک، میدان نقش جهان.